# Carta Blanca
Carta Blanca er et mexicansk ølmærke som bliver produceret af Cervecería Cuauhtémoc Moctezuma. Det var bryggeriets første ølmærke og blev brygget for første gang i 1893. Øllet havde ikke navn før det begyndte at eksporteres til Spanien. Navnet Carta Blanca (Tomt brev) kommer af at bryggeriet motto: et tomt brev fra den spanske kongefamilie.
Øllet bliver producert i flaskestørreelserne 190 ml, 325 ml, 355 ml, 940 ml og 1,2 liter i tillæg til bokse på 340 ml. I Mexico sælges Carta Blanca først og fremmest i det nordlige mexico, og er vanskeligt at få fat på i de centrale og de sydlige dele af landet. Øllet eksporteres også til en række andre lande.

## Links
- Officiel hjemmeside